# Bill Ham
Bill Ham (n. 4 de febrero de 1937, Waxahachie, Estados Unidos - f. 18 de junio de 2016, Austin, Estados Unidos) fue un empresario, compositor y productor estadounidense, conocido mundialmente por haber sido el productor y mánager de la banda de blues rock ZZ Top. Además, fue dueño y fundador de algunas compañías de publicidad de country, entre ellas Lone Wolf Management.
Falleció el 18 de junio de 2016 en su hogar en Austin, cuya información se dio a conocer el 21 de junio por medio de Austin 360. De acuerdo al sitio web, su muerte fue confirmada por la Oficina de Registro Médico del Condado de Travis, mientras que su causa de muerte aún es desconocida.

## Carrera
Inició su carrera musical en 1969 cuando publicó su único disco de estudio titulado Bill Mack Ham, el que fue producido por el cantante Pat Boone. Durante el mismo año vio un concierto de la banda The Moving Sidewalks, en la cual era parte Billy Gibbons, que tras terminar la presentación se presentó a Gibbons ofreciendo sus servicios como mánager. En 1970 y tras la fundación de ZZ Top, Gibbons y Ham iniciaron rápidamente las conversaciones con el sello London Records para firmar el primer contrato de la banda.
Por más de treinta años Ham estuvo a cargo de la producción, promoción y la creación de la imagen de la banda. Además y durante los primeros discos, fue cocompositor de varios temas entre ellos «Just Got Paid», «Mushmouth Shoutin» y «Bar-B-Q», entre otros. Produjo todos los álbumes de la banda hasta Rhythmeen de 1996, ya que después le cedió el puesto a Gibbons en aquella labor. Por su parte, en 2000 el medio American-Statesman lo situó en el primer lugar de las 25 personas más poderosas de la música de Austin.
En 2006 la banda decidió dar término a la relación de trabajo con Ham, sin dar declaraciones públicas de la decisión.
Durante la década de los setenta, descubrió y lanzó al mercado musical a artistas como el guitarrista tejano Jay Boy Adams y el cantautor de country Clint Black, también fue productor de bandas como Point Blank y colaboró como guitarrista en discos de estudio de los artistas Kinky Friedman y Freddy Fender.
Hasta su fallecimiento estuvo dedicado a sus empresas y compañías de publicidad, como Lone Wolf Management, de la cual fue presidente, cuyo objetivo fue ayudar a la promoción de artistas nuevos de música country y blues.

## Créditos
A continuación, una lista de algunos discos en el que Ham participó ya sea como productor, guitarrista y compositor.
| Artista        | Álbum                                     | Año  | Crédito                         |
| -------------- | ----------------------------------------- | ---- | ------------------------------- |
| Clint Black    | Killin' Time                              | 1982 | Productor y productor ejecutivo |
| Clint Black    | Put Yourself in My Shoes                  | 1990 | Productor y productor ejecutivo |
| Freddy Fender  | Are You Ready for Freddy?                 | 1975 | Guitarrista                     |
| Freddy Fender  | Rock 'n' Country                          | 1976 | Guitarrista                     |
| Jay Boy Adams  | Jay Boy Adams                             | 1977 | Productor                       |
| Jay Boy Adams  | Fork in the Road                          | 1978 | Productor                       |
| Kinky Friedman | Lasso from El Paso                        | 1976 | Guitarrista                     |
| Kinky Friedman | They Ain't Making Jews Like Jesus Anymore | 2005 | Guitarrista                     |
| Point Blank    | Point Blank                               | 1976 | Productor                       |
| Point Blank    | Second Season                             | 1977 | Productor                       |
| Point Blank    | Airplay                                   | 1979 | Productor                       |
| Point Blank    | The Hard Way                              | 1980 | Productor                       |
| Point Blank    | On a Roll                                 | 1982 | Productor                       |
| Rocky Hill     | Rocky Hill                                | 1988 | Productor                       |
| ZZ Top         | ZZ Top's First Album                      | 1971 | Productor y compositor          |
| ZZ Top         | Rio Grande Mud                            | 1972 | Productor y compositor          |
| ZZ Top         | Tres Hombres                              | 1973 | Productor                       |
| ZZ Top         | Fandango!                                 | 1975 | Productor                       |
| ZZ Top         | Tejas                                     | 1976 | Productor                       |
| ZZ Top         | Degüello                                  | 1979 | Productor                       |
| ZZ Top         | El Loco                                   | 1981 | Productor                       |
| ZZ Top         | Eliminator                                | 1983 | Productor                       |
| ZZ Top         | Afterburner                               | 1985 | Productor                       |
| ZZ Top         | Recycler                                  | 1990 | Productor                       |
| ZZ Top         | Antenna                                   | 1994 | Productor                       |
| ZZ Top         | Rhythmeen                                 | 1996 | Productor                       |